# Det Brune Punktum
Det Brune Punktum er en dansk satiregruppe bestående af Martin Brygmann, Peter Frödin og Hella Joof.
Gruppen startede i 1998 som afløser for P3's søndagssatire, hvor de hver søndag i tidsrummet 10:30 – 11:00 underholdt med samme type sketches og indslag som de sidenhen brugte i deres shows. De afveg således fra de tidligere søndagssatireprogrammer ved helt at undlade den aktuelle og politiske satire.
Satireprogrammet kørte kun et års tid, inden det blev taget af og søndagssatiren på P3 helt nedlagt. Det Brune Punktum gik på det tidspunkt over til i stedet at lave shows, hvoraf det indtil videre er blevet til to: Helbredelsen af manden med den visne hånd eller du må godt i numsen (1999) og Far brugte ikke noget (2002). Showene er en blanding af sketches med et samfundskritisk indhold, genreparodier og absurde indslag.
Showene indeholdt også sange, som senere er blevet kendte ørehængere, som fx "Jeg vil i seng med de fleste" fra Helbredelsen ... og "Kom lad os gå", som er med i showet Far brugte ikke noget.
I 2000 udgav gruppen sangen "All We Need Is Love", som blev Danmarks officielle fodboldsang til EM i 2000.
Det Brune Punktum har ikke lavet nogen shows siden 2002, men er ikke officielt blevet opløst.

## Diskografi
Albums
- Mor — skyld med skyld på (1998)
- Helbredelsen (1999)
- Far brugte ikke noget (2002)

Singler
- "Jeg vil i seng med de fleste" (1999)
- "All We Need Is Love" (2000)
- "Kom lad os gå" (2002)